# Isogonalia praeterita
Isogonalia praeterita är en insektsart som beskrevs av Fowler 1899. Isogonalia praeterita ingår i släktet Isogonalia och familjen dvärgstritar. Inga underarter finns listade i Catalogue of Life.